# Software Engineering Institute

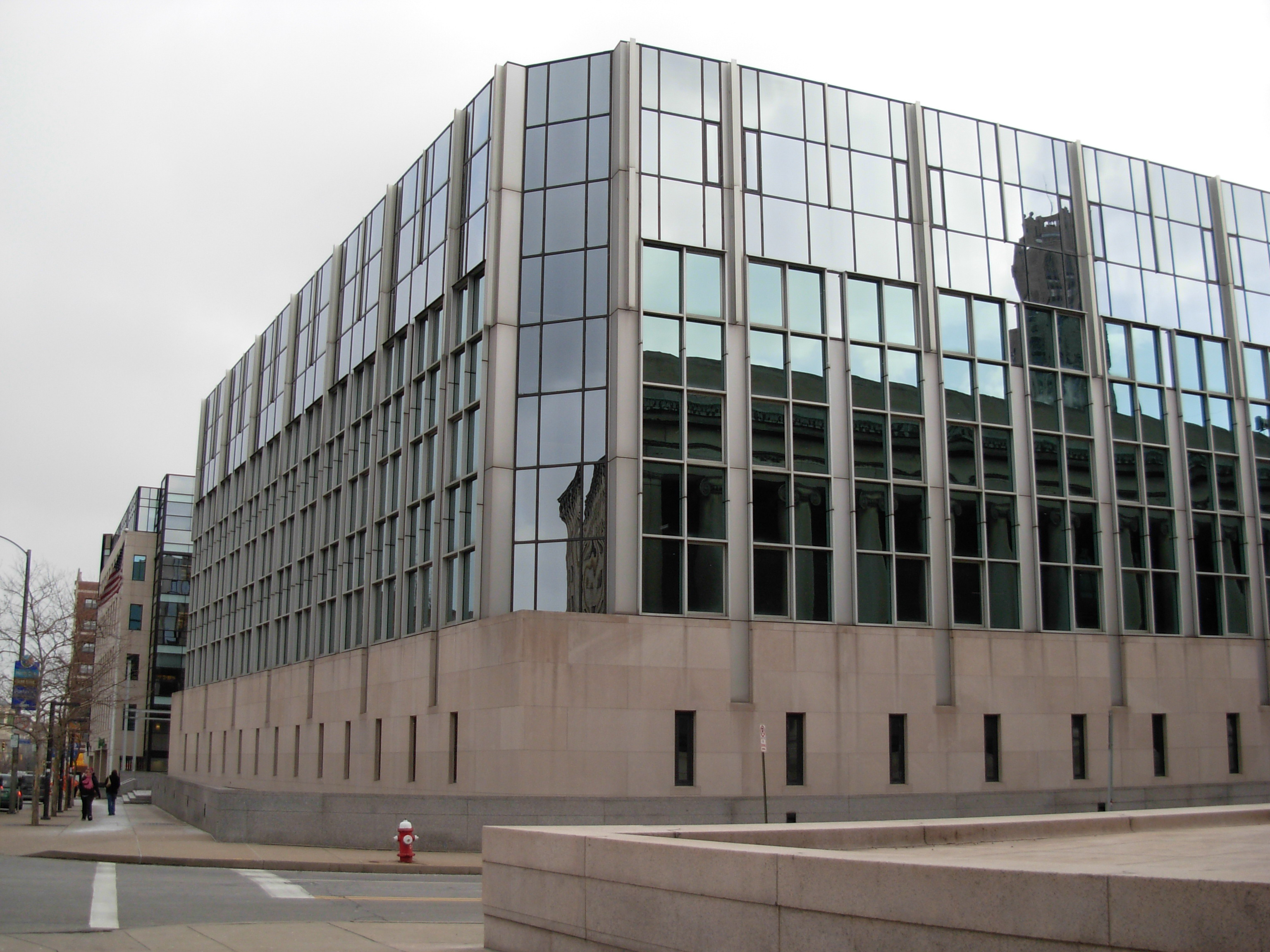
Software Engineering Institute in Pittsburgh, Pennsylvania

Das Software Engineering Institute (SEI) ist ein Forschungs- und Entwicklungszentrum an der Carnegie Mellon University in Pittsburgh, Pennsylvania.
Es wird zum Großteil vom US-Verteidigungsministerium finanziert. Auch deshalb liegt der Schwerpunkt auf komplexen, verteilten eingebetteten und echtzeitfähigen Systemen, an die hohe Anforderungen (Zuverlässigkeit, Verfügbarkeit, Sicherheit, Leistung, Wartbarkeit, Kosten) gestellt werden.
Bekannt wurde das SEI unter anderem durch das Capability Maturity Model Integration (CMMI, früher CMM), den Produktlinienansatz (SPL/PLA), sowie das Computer Emergency Response Team (CERT).